# Escultura de Uruguay
Con el nombre de Escultura de Uruguay se refiere a la producción escultórica realizada en territorio uruguayo.

## Período prehistórico y prehispánico
El principal legado de los primeros habitantes del territorio está compuesto de petroglifos, tallas en piedra y piezas cerámicas. En la localidad rupestre de Chamangá se encuentra la mayor concentración de arte rupestre que incluyen pintura y diseños labrados directamente en las rocas, de difícil datación, probablemente realizadas entre 6000 a. C. y 1500 d. C.
Entre los artefactos arqueológicos más destacados se encuentran los antropolitos, ornitolitos y diversos zoolitos tallados en roca ígnea. Las piezas no fueron recuperadas en excavaciones arqueológicas, por lo que no es posible precisar el período al que pertenecen ni el pueblo que los realizó, es posible que fueran producidos en el territorio o haber sido producto de algún tipo de intercambio cultural. De los pueblos que habitaron las costas del Río Uruguay recientes investigaciones datan su producción cerámica ritual y utilitaria alrededor de 2000 a. C.

## Período colonial
Hasta mediados del siglo XIX la estatuaria religiosa presente en el territorio provenía principalmente de talleres de santería de París, Barcelona y Génova y, en menor medida, tallas en madera policromadas realizadas en las misiones jesuitas.

## sigloXIX

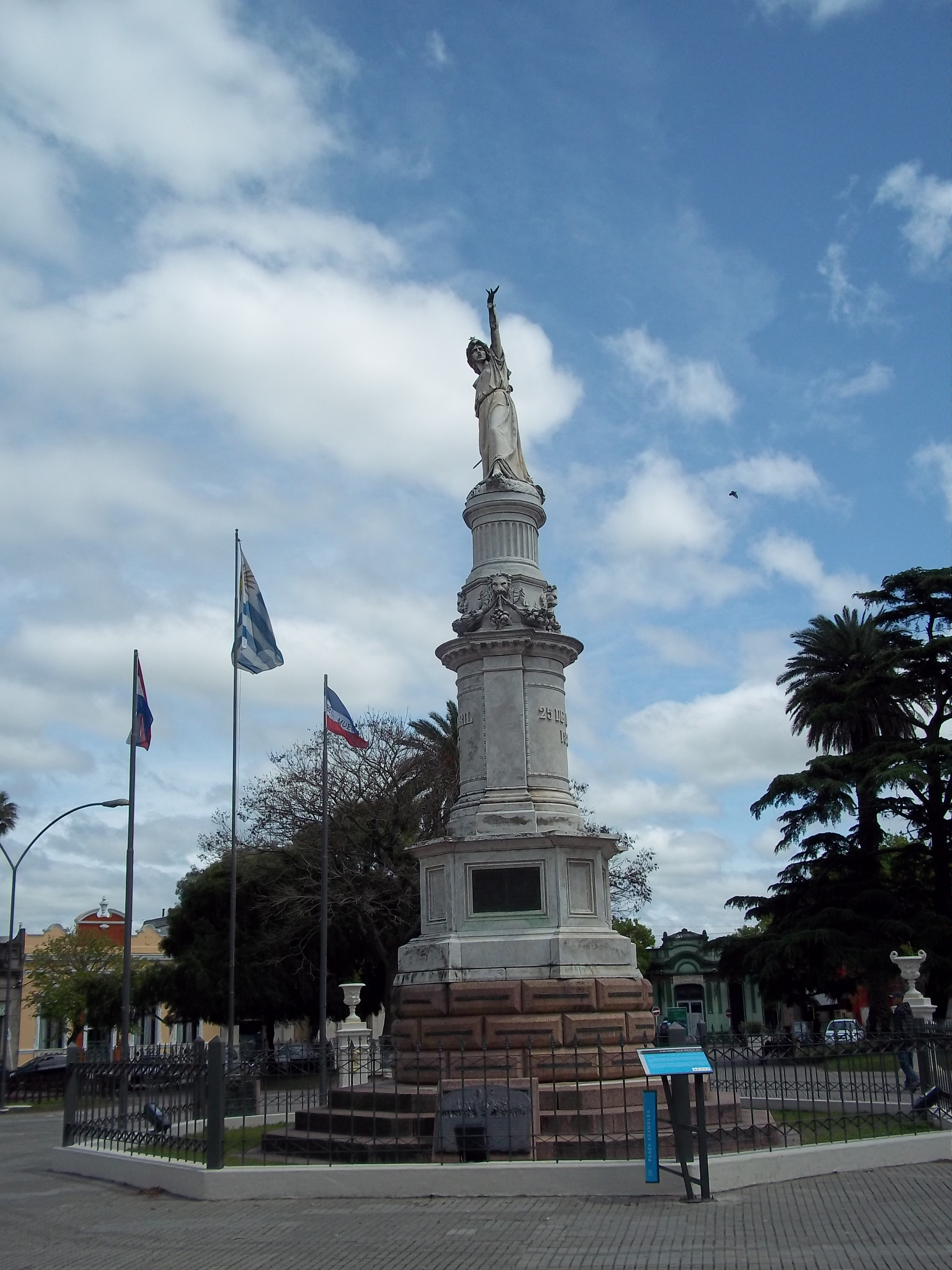
Juan Manuel Ferrari, Monumento a la Independencia Nacional, 1879. Florida.

Apenas terminada la Guerra Grande se instala en Montevideo el escultor de origen italiano José Livi quien realizó numerosas esculturas funerarias, así como la estatua de La Libertad (1866) de la Plaza de Cagancha realizada en mármol de Carrara.
Si bien la mayor parte de la estatuaria continúa siendo para templos o cementerios, diversos encargos oficiales para realizar monumentos sobre hechos históricos abren nuevos caminos para la escultura local. Juan Luis y Nicanor Blanes, estudiaron escultura en Florencia a instancia de su padre Juan Manuel Blanes.
De las obras de Juan Manuel Ferrari destacan los monumentos a Juan Antonio Lavalleja en la ciudad de Minas, la Batalla de Las Piedras en la ciudad de Las Piedras, el Monumento a la Independencia Nacional, en Florida y el Monumento al Ejército de Los Andes, en la ciudad argentina de Mendoza. Su alumno y ayudante Luis Pedro Cantú (1883 - 1943) es autor del monumento a Florencio Sánchez emplazado en el  Parque Rodó.

## sigloXX

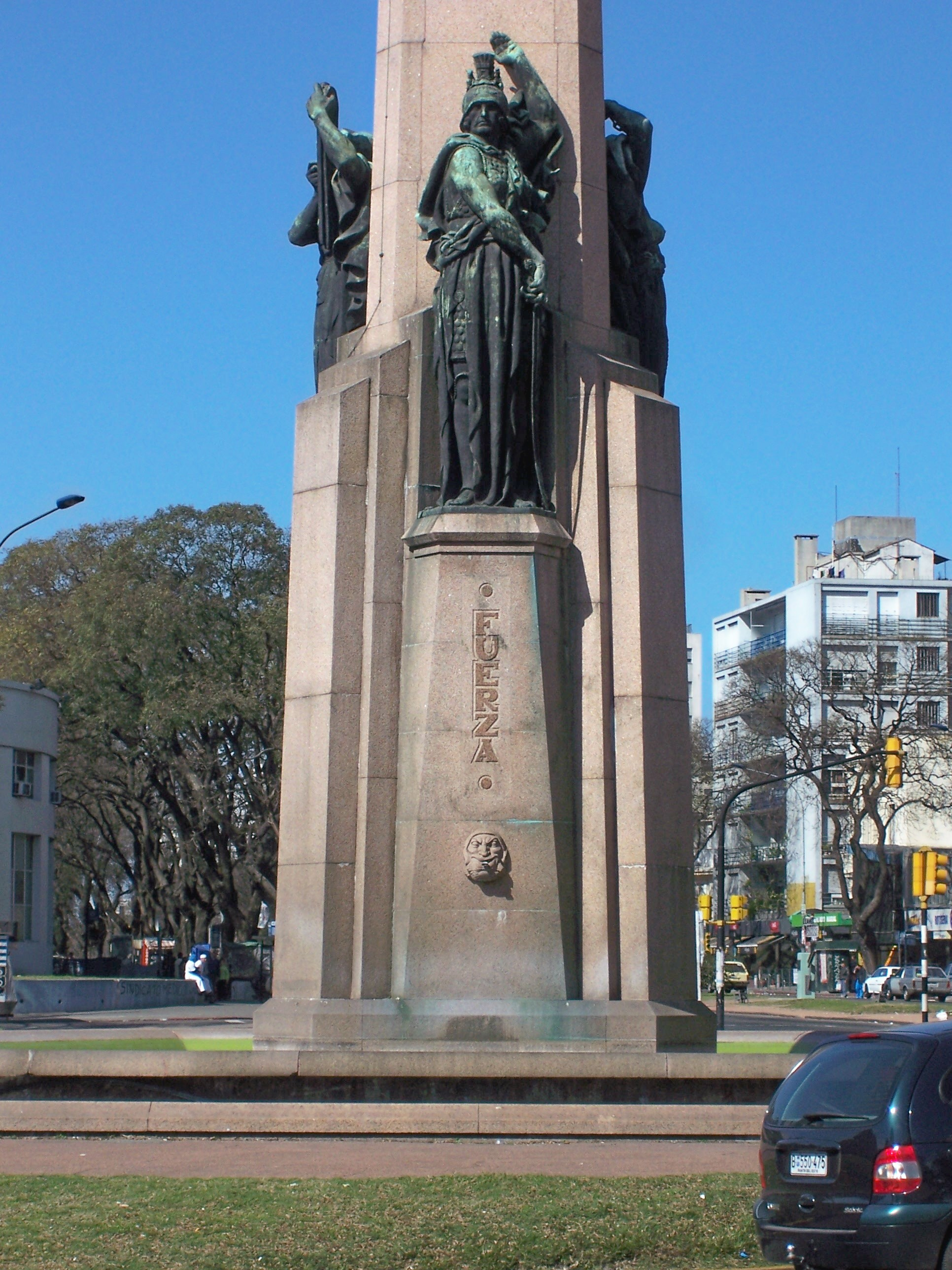
José Luis Zorrilla de San Martín, Obelisco de homenaje a los Constituyentes de 1830, 1937. Montevideo

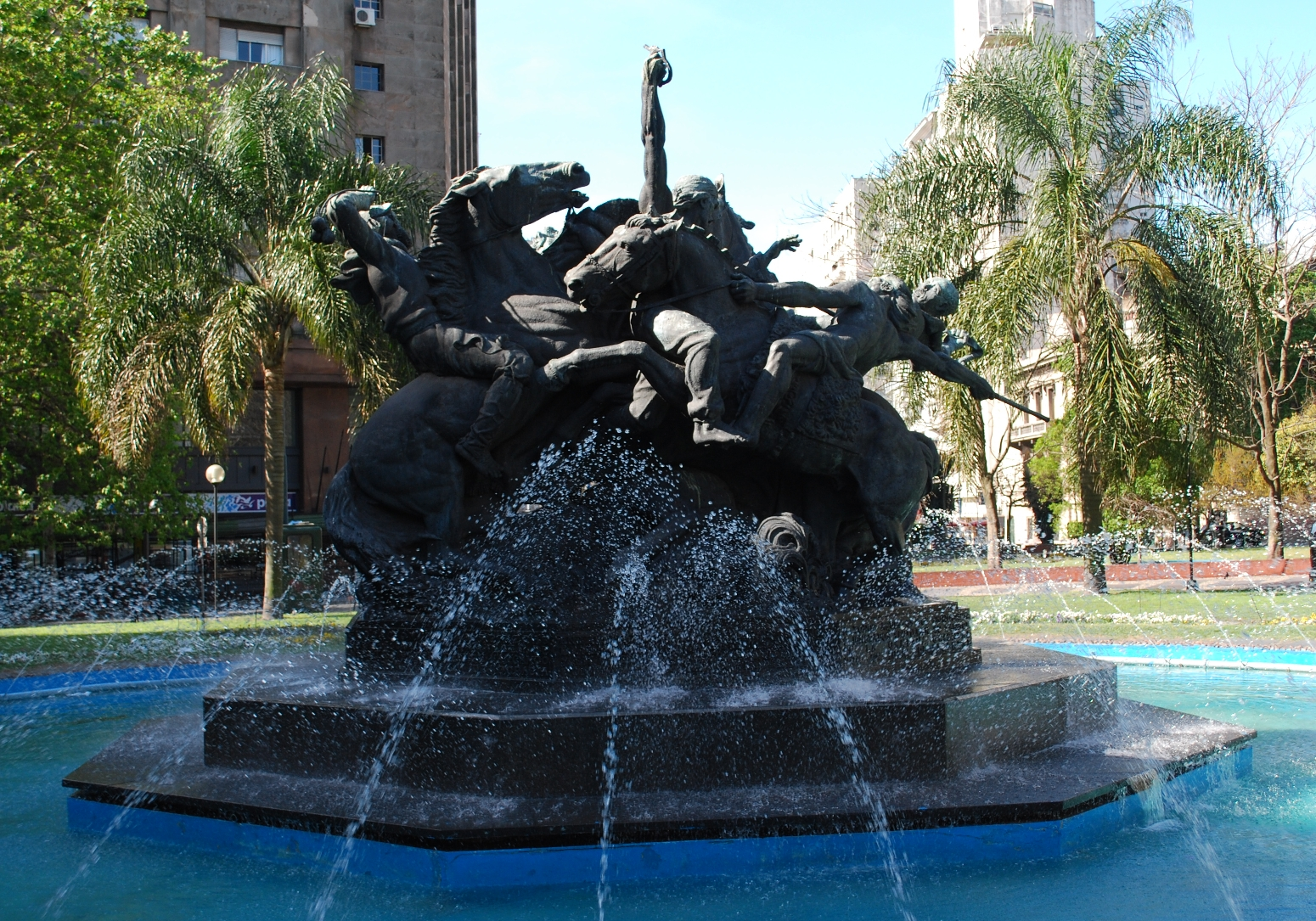
José Belloni, El Entrevero, 1965. Plaza Fabini, Montevideo

José Belloni es autor de numerosos monumentos de tema histórico nacional como La Carreta, La Diligencia, El Entrevero, entre otros.
José Luis Zorrilla de San Martín es autor del monumento El Gaucho, la Fuente de los Atletas y el Obelisco a los Constituyentes de 1830, entre otros.
Bernabé Michelena destaca en su serie de bustos de personalidades de la cultura como Alberto Zum Felde, José Cuneo, Eduardo Dieste y Carmelo de Arzadun entre otros monumentos de gran incidencia a nivel urbanístico. Una de sus obras más conocidas es el Monumento al Maestro realizada en granito rojo y ubicada en el Parque José Batlle y Ordóñez de Montevideo.
Antonio Pena introduce la intención de modernidad en la escultura uruguaya, de sus obras destacan las figuras decorativas de la casa del Arquitecto Vilamajó, los relieves de la sede del Banco República de la calle General Flores y el monumento a Hernandarias en la Rambla portuaria de Montevideo.
Severino Pose fue discípulo de José Belloni, autor del monumento a Dámaso Antonio Larrañaga, de la ornamentación de la fachada del Convento de las Clarisas en el barrio montevideano de Nuevo París y del Crucifijo de la Capilla de San Rafael en Maldonado.
Edmundo Prati, formado en la Academia de Milán es autor de los monumentos a Luis Alberto de Herrera y al Gral. San Martín.

### Escultura contemporánea

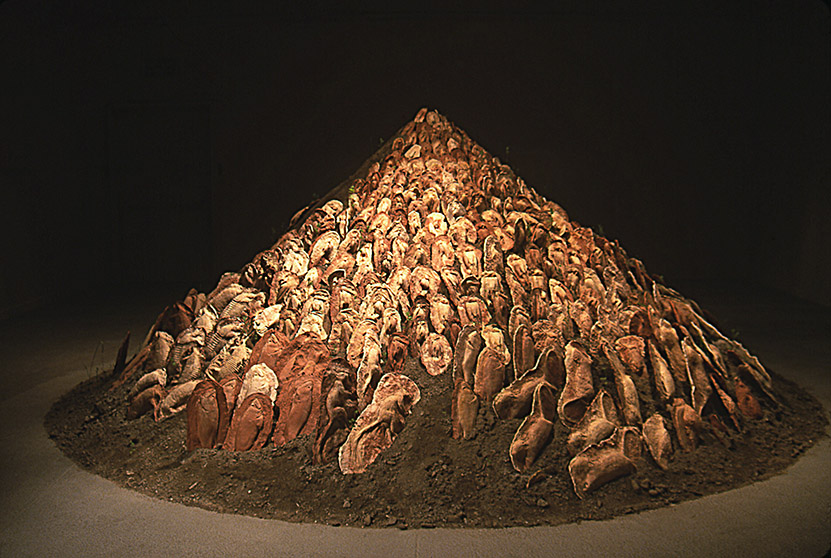
Rimer Cardillo, Cupí degli Uccelli, Pabellón uruguayo de la Bienal de Venecia. 2001.

Germán Cabrera, Eduardo Yepes, Octavio Podestá, Enrique Broglia, Rimer Cardillo y María Freire, son representantes de la nueva escultura uruguaya, introduciendo nuevos materiales y texturas. Así como las realizadas por Joaquín Torres García, Gonzalo Fonseca y otros integrantes del Taller Torres García.
Más recientemente destacan Águeda Dicancro, Mariví Ugolino y Ricardo Pascale, entre otros.